# Fariseus
Fariseus (do hebraico פרושים) são um grupo de judeus devotos ao Torá (5 primeiros livros da bíblia), surgidos no século II a.C. Opositores dos saduceus, criam numa Lei Oral, em conjunto com a Lei escrita, e foram os criadores da instituição da sinagoga. Com a destruição de Jerusalém em 70 d.C. e a queda do poder dos saduceus, cresceu sua influência dentro da comunidade judaica e se tornaram os precursores do judaísmo rabínico. A palavra Fariseu tem o significado de "separados", " a verdadeira comunidade de Israel", "santos".

## Origens e história
A origem mais próxima do nome fariseu está no latim pharisaeus, que por sua vez deriva do grego antigo ϕαρισαῖος, assentado no hebraico פרושים prushim. Esta palavra vem da raiz parash que basicamente quer dizer "separar", "afastar". Assim, o nome prushim ou perushim é normalmente interpretado como "aqueles que se separaram" do resto da população comum para se consagrar ao estudo da Torá e das suas tradições. Todavia, sua separação não envolvia um ascetismo, já que julgavam ser importante o ensino à população das escrituras e das tradições dos pais.
A origem mais provável dos perushim é que tenham surgido do grupo religioso judaico chamado hassidim (os piedosos), que apoiaram a revolta dos macabeus (168-142 a.C.) contra Antíoco IV Epifânio, rei do Império Selêucida, que incentivou a eliminação de toda cultura não-grega através da assimilação forçada e da proibição de qualquer fé particular. Uma parte da aristocracia da época e dos círculos dos sacerdotes apoiaram as intenções de Antíoco, mas o povo em geral, sob a liderança de Yehudah Makkabi (Judas Macabeu) e sua família revoltou-se.
Os judeus conseguiram vencer os exércitos helênicos e estabelecer um reino judaico independente na região entre 163-142 a.C., quando então foram dominados pelos romanos. Durante este período de 163-142 a.C., a família dos macabeus estabeleceu-se no poder e inaugurou o período independente do Reino da Judéia, que durou de 110 a.C até 37 a.C. Os Macabeus eram de ascendência levítica e restauraram a adoração e os sacrifícios no Templo de Jerusalém. Este acontecimento é comemorado até hoje pelas comunidades judaicas, chamado de Festa da Dedicação do Templo ou Hanuká.
E foi provavelmente nesta época que alguns grupos apareceram dentro da sociedade judaica, começando a estabelecer um certo tipo de divisão de posturas, normalmente com relação a política e/ou religião e com a vida em geral, e com isso se relacionando com a maneira de pensar e de se encaixar na sociedade da época. Dois dos grupos são: Os tzadokim (saduceus), clamando ser os legítimos descendentes de Tzadoque e portanto os legítimos detentores do sumo-sacerdócio e da liderança religiosa em Israel; e os perushim (fariseus), oriundos dos hassidim que, geralmente, desiludidos com a política, voltaram-se para a vida religiosa e estudo da Torá, esperando pela vinda do Messias e do reino de Deus. Outras linhas já existiam há algum tempo e tiveram também seu papel neste cenário, mesmo que de maneira indireta ou subjetiva, um exemplo são os Essênios, que viviam mais em uma vida de consagração ao Criador, em que se estabeleciam na região do deserto, nos montes, como o Carmelo, e em algumas outras regiões a fim de preparar o caminho para a vinda do Rei Messias.
Os perushim agrupavam-se em "havurot", associações religiosas que tinham os seus líderes e suas assembleias, e que tomavam juntos as suas refeições. Segundo Flávio Josefo, historiador judeu do século I d.C., o número de perushim na época era de pouco mais de seis mil pessoas (Antigüidades Judaicas 17, 2, 4; § 42). Eles estavam intimamente ligados à liderança das sinagogas, ao seu culto e escolas. Eles também participavam como um grupo importante, ainda que minoritário, do Sinédrio, a suprema corte religiosa e política do Judaísmo da época. Muitos dentre os "perushim" tinham a profissão de sofer (escriba), ou seja, a pessoa responsável pela transmissão escrita dos manuscritos e da interpretação dos mesmos. Duas escolas de interpretação religiosa se desenvolveram no seio dos perushim e se tornaram famosas: a escola de Hillel e a escola de Shammai. A escola de Hillel era considerada mais "liberal" na sua interpretação da Lei, enquanto a de Shamai era mais "estrita".
No entanto os "perushim" eram uma seita de grande influência em Israel devido ao ensino religioso e político. Aceitavam a Torá escrita e as tradições da Torá oral, na unicidade do Criador, na ressurreição dos mortos, em anjos e demônios, no julgamento futuro e na vinda do rei Messias. Eram os principais mestres nas sinagogas, o que os favoreceu como elemento de influência dentro do judaísmo após a destruição do Templo. São precursores por suas filosofias e ideias do judaísmo rabínico.
O termo fariseus significa “separados”; Evoca, portanto, um tipo de mentalidade e espiritualidade puritana e rigorosa que, segundo teólogos do Cristianismo, isolava os seus membros do resto do povo. Segundo esse teólogos cristão, vangloriavam-se de maior perfeição que os outros, por isso desprezavam os que não conhecem e nem praticam a lei em sua tradição: os camponeses, os cobradores de impostos, os pecadores, etc.
Alega-se na visão teológica atual, que para melhor garantir o cumprimento da lei, cercaram-na de uma casuística meticulosa, cheia de subtilezas e minúcias, o que os levou a cair no formalismo e na hipocrisia religiosa. Esse fato permeia, inclusive, quase todas as religiões ancestrais e milenares que possuem fiéis ainda hoje. Segundo esses teólogos, os Fariseus insistiam na observância do sábado e na pureza ritual. O seu apego escrupuloso à Lei e à tradição dos mais velhos levou-os à auto-suficiência e a um orgulho judaíco, religioso, e, segundos os estudiosos do cristianismo, esse foi o fato que os impediu de reconhecer Jesus Cristo como aquele que alegadamente seria o real enviado de Deus. Os Judeus Fariseus não só não o reconheceram, mas o segregaram e exigiram a sua morte na sinagoga. De todas as seitas judaicas, os fariseus foram os únicos que sobreviveram à destruição de Jerusalém em 70 DC, e foram eles que moldaram o judaísmo pós-bíblico, que é hoje a vertente principal na liderança étnica de Israel moderna. 

## Máximas
- "A verdade é o selo de Deus "
- "Mais que toda ação religiosa, Deus quer um coração puro"
- "Toda oração deve ser precedida por um ato de Caridade"
- "Aquele que comete uma falta em segredo, nega a onipotência de Deus"
- "Se Deus reserva a recompensa das boas ações para o mundo futuro é com o fim de que os homens ajam neste mundo por convicção e não por interesse"
- "Sede dos discípulos de Arão, amai a paz e sacrificai tudo para mantê-la"
- "Não julgues teu próximo até que te encontres no lugar dele"
- "Julgai todo mundo com indulgência"
- "Não envergonheis o próximo em público, porque isso poderia custar-lhe a vida e seríeis um criminoso"
- "Mais vale estar entre os perseguidos que entre os perseguidores"
- "Não te metas em nenhum assunto do qual possa resultar condenado à morte ainda que culpado"
- "Grande perigo é substituir Deus do coração por um coração de deus"